# Сторожевые корабли проекта 50
Сторожевые корабли проекта 50 типа «Горностай» (по классификации НАТО — Riga class frigate) — военные корабли Военно-морского флота СССР, разработанные после Второй мировой войны. Пришли на замену сторожевикам проекта 42. Разрабатывался в двух модификациях: модификации 50 и модификации 50-ПЛО (с усиленным противолодочным вооружением).

## История

### Требования
После выпуска первого сторожевика проекта 42 Совет Министров СССР обязал Министерство судостроительной промышленности и Военно-морское Министерство взять под свой контроль разработку сторожевого корабля проекта 50 и постройку по этим чертежам головного корабля водоизмещением 1200 т, причём для работы были определены следующие сроки:
- закончить разработку эскизного проекта в сентябре и представить в октябре 1950 года в Совмина СССР;
- закончить разработку технического проекта в феврале и представить в марте 1951 года в Совмина СССР;
- начать постройку головного корабля во II квартале 1951 года и предъявить его к государственным испытаниям в III квартале 1952 года.

Все работы были поручены ЦКБ-820. В июле-августе 1950 года велись согласования различных технических вопросов, которые позволили бы обеспечить выполнение ТТЗ, но в заданных размерах полностью выполнить требования по ветростойкости не удалось.

### Проектирование
Исследования двигателей показали, что при линейном размещении ГЭУ можно обеспечить водоизмещение на заданном уровне, причём рассматривалась совмещённая схема из двух машинно-котельных установок. Для этого были созданы в СКБК котлы с дутьём в топки типа КВГ-57/28 с естественной циркуляцией, вертикальной формы, с развитой радиационной поверхностью, односторонним протоком дымовых газов и двухфронтовым отоплением. Температура перегретого пара достигала 370°С, а рабочее давление доходило до 28 кг/см². Новая конструктивная схема корабельного котла была положена в основу создания высокофорсированных малогабаритных котлов для всех классов надводных боевых кораблей послевоенной постройки, тем самым была решена важнейшая задача последующей высокой форсировки топки с увеличением её тепловой нагрузки в три раза. После многочисленных споров было принято линейное расположение ГЭУ.
Рассматривались варианты с вооружением, которое сильно отличалось от проекта 42: предполагалось заменить две носовые установки Б-34УСМ на одну спаренную установку закрытого типа с теми же орудиями (разработка её велась в ОКБ-172). Делались попытки также заменить МБУ-200 на МБУ-600, а 37-мм автоматы на 25-мм. Однако всё ограничилось уменьшением количества установок Б-34УСМ с четырёх до трёх, количества труб торпедного аппарата с трёх до двух и уменьшением боекомплекта артиллерии на 15 %.
Эскизный проект был выполнен Ленинградским филиалом ЦКБ-820 в срок. В процессе его рассмотрения ВРИО Военно-морского министра адмирал А. Г. Головко утвердил предложение по замене бомбомётов класса БМБ-1 на класс БМБ-2. Стандартное водоизмещение, полученное в эскизном проекте, составляло 1059 т, в техническом проекте она возросла ещё на 9 т. Вследствие дополнительных объёмов, полученных на корабле, появилась возможность принять почти вдвое больше топлива (при наибольшем водоизмещении) и довести дальность плавания почти до 2000 миль.
Однако в дальнейшем процессе рассмотрения выяснилось, что на корабле невозможно было обеспечить хранение и использование боезапаса, снаряжённого ТГА в точном соответствии с действующей инструкцией. Также постоянно вызывало нарекание наличие только двухтрубного торпедного аппарата вместо традиционного трёхтрубного. Наконец, при утверждении технического проекта было принято решение обязать СКБ-700 переработать проект по заказу МТУ Военно-морских сил, проработав вариант установки трёхтрубного торпедного аппарата, что было выполнено успешно.
Главным конструктором вначале был Д. Д. Жуковский, затем эту должность получил В. И. Неганов, а на заключительном этапе с конца 1953 года стал Б. И. Купенский. Наблюдающим от ВМФ был капитан 1 ранга В. С. Авдеев.

## Описание

### Форма и броня
Корабль был гладкопалубным с продольной седловатостью, однотрубный, с одной мачтой и двумя надстройками. Носовые образования на теоретическом чертеже по сравнению с проектом 42 были значительно заострены, что должно было существенно уменьшить брызгообразование (данный чертёж был использован последним главным конструктором в своих дальнейших проектах). По всем боевым постам и помещениям, за исключением бомбового погреба №6, мичманского отсека и румпельного отделения был обеспечен закрытый проход, что было необычно для небольшого корабля. Противоосколочной бронёй толщиной 7-8 мм были забронированы отсеки главной энергоустановки, ходовая рубка и щиты артиллерийских установок. Весь корпус был электросварным, кроме соединения верхней палубы с бортом и съёмных листов. По результатам испытаний общая и местная прочность были признаны удовлетворительными. Вибрация кормовой оконечности на всех ходах оказалась меньше, чем у эсминцев 30-бис и соответствовала временным нормам.

### Скоростные показатели
На ходовых испытаниях корабль при нормальном водоизмещении развил среднюю скорость в 29,5 узлов при 386 оборотах винтов в минуту, что было меньше, чем у проекта 42. Однако даже это не помогло избавиться от эрозии на всасывающих сторонах лопастей у ступицы винтов. У корабля было два руля, но винты из-за большего диаметра теперь выступали за основную линию, и это ухудшило условия прохода корабля по внутренним водным путям, сделав более опасным плавание на отмелях и в устьях рек. На мореходных испытаниях при состоянии моря 4, 5 и 6 баллов было установлено, что при 4 баллах волнения скорость хода корабля и использование любых боевых и технических средств не ограничивались, при волнении в 6 баллов скорость хода снижалась до 23 узлов, а использоваться могла только главная артиллерия (на скорости до 16 узлов). Общая оценка маневренных и мореходных качеств корабля была признана удовлетворительной. Мореходность корабля по использованию оружия была оценена величиной в 4 балла.

### Двигатель
Турбозубчатый агрегат корабля ТВ-9 представлял однокорпусную активно-реактивную однопроточную турбину мощностью в 10000 лошадиных сил и однопроточный поверхностный конденсатор, расположенный вдоль оси с раздвоением мощности. ТВ-9 мог запускаться в работу из холодного состояния. В период проведения госиспытаний серийных кораблей стали обнаруживаться поломки рабочих лопаток. Специальная комиссия под председательством профессора М. И. Гринберга выяснила, что указанные поломки возникали из-за резонансных колебаний на полных ходах (как переднем, так и заднем). Завод-изготовитель и его СКБТ приняли повышенные против ранее принимаемых в морском турбостроении напряжения, не обеспечив конструктивно и технологически качественное её изготовление. В апреле и сентябре 1954 года были приняты постановления СМ СССР, во исполнение которых были произведены исправления дефектов турбин ТВ-9, в связи с чем до 1955 года было введено временное ограничение на максимальную скорость хода (25 узлов), но неисправности с этими турбинами возникали и в дальнейшем.

### Вооружение
На корабле были установлены три 100-мм орудия типа Б-34УСМА. Наводка этих артустановок осуществлялась автоматически при помощи дистанционного управления, а также вручную. Это была первая отечественная универсальная артустановка с автоматическим дистанционным наведением от дальномерного поста (ПУС «Сфера-50»). К ним серьёзных замечаний не было, но было обнаружено, что направляющий лоток в ходе эксплуатации прогибался, а гильзоотражатель не всегда обеспечивал свободное выпадение гильз. Для управления стрельбой 100-мм артиллерии был установлен стабилизированный визирный пост СВП-42-50, совмещённый с антенной РЛС «Якорь», чья дальность действия по морской цели составляла 180 каб, а по воздушной — до 165 каб. Установленный на корабле двухтрубный торпедный аппарат предназначался для стрельбы только прямоходными парогазовыми торпедами типов 53-38, 53-39, 53-ЗЭУ, 53-51. Было установлено новое радиотехническое вооружение — РЛС обнаружения надводных целей «Линь», которая могла обнаруживать низколетящие самолёты, и гидроакустическая станция «Пегас-2», которая при скорости хода около 20 узлов была способна обнаружить ПЛ на перископной глубине на дальности 14 каб, а якорную мину – 7 каб (при минимальном требовании – 3 каб).

## Сравнение с иностранными судами
К концу 1958 года была построена серия из 68 судов. Сравнение сторожевых кораблей проекта 50 первых серий с зарубежными аналогами показывает, что корабль превосходил их по ходовым качествам, но уступал по дальности плавания, поскольку не предназначался для сопровождения океанских конвоев (как и все советские корабли). По оценке общего вооружения он был равен по силе USS Butler (DD-636) и уступал «USS Dealey DE-1006», по максимальной дальности стрельбы и величине минутного залпа превосходил, но не в условиях интенсивного забрызгивания; наконец, зенитное и противолодочное вооружение не было таким эффективным, как у американских эсминцев: не было самонаводящихся торпед, дальность стрельбы бомбомётов и действия ГАС была невысокой. Проект 50-ПЛО позволил догнать «Dealey» по вооружению, но на тот момент стали появляться более эффективные корабли.

## Модификации
Почти все суда проекта 50 были модернизированы в 1959-1960 годах, будучи оснащёнными новым вооружением: бомбомёт МБУ-200 был заменён на две РБУ-2500, двухтрубный торпедный аппарат – на трёхтрубный ТТА-53-50 для стрельбы самонаводящимися противолодочными торпедами, гидролокатор «Пегас-2» – на «Пегас-3М». РЛС управления стрельбой «Якорь» в составе СВП-42-50 была заменена на РЛС «Якорь-М2», РЛС «Линь» – на РЛС «Нептун-М», РЛС «Гюйс-1М4» – на РЛС «Фут-Н». В связи с изменениями вооружения менялись и составляющие нагрузки: для поддержания остойчивости на заданном уровне пришлось размещать твёрдый балласт.

## Строительство
Головной корабль был заложен на стапеле завода №445 (ныне завод им. 61 Коммунара) в Николаеве 20 декабря 1951 года и получил наименование «Горностай», спущен на воду 30 июля 1952 года. Принят в состав ВМФ после длительных испытаний только 30 июля 1954 года. Всего до 1958 года было построено 68 кораблей: 
-Завод №445 (им. 61 коммунара) в Николаеве – 20 единиц
-ССЗ №820 («Янтарь») в Калининграде – 41
-ССЗ №199 (им. Ленинского Комсомола) в Комсомольске-на-Амуре – 7
Это была первая самая крупная программа постройки СКР отечественного флота, после проекта 30-бис – вторая в отечественном флоте по численности серия кораблей, водоизмещение которых составляло более 1000 т. Кроме того, 4 корабля по нашей документации были построены в Китае. Один из кораблей, «Архангельский комсомолец», в 1973-1974 годах даже прошёл ремонт с модернизацией и демонтажом торпедного аппарата.

## Применение
17 кораблей из состава ВМФ СССР были проданы следующим странам: 
- Болгарии – СКР-67 в 1957 году (переименован в «Дързки»); СКР-53 в 1958 году («Смели»); «Кобчик» в 1985 году («Бодри»);
- Индонезии – «Пума», «Сарыч», «Корсак» и «Гризон» в 1963 году («Slamet Rijari», «Jons Sudarso», «Ngurah Rai» и «Mongin Sidi»); «Пеликан» в 1964 году («Nuku»); «Зубр», «Бизон» и «Аист» в 1965 году («Hang Tuan», «Kaki Ali» и «Lambung Mangkurat»);
- ГДР – «Олень» в 1956 году («Ernst Thalmann»); «Тур» в 1957 году («Karl Liebknecht»); «Соболь» и «Енот» в 1959 году («Karl Marx» и «Friedrich Engels»);
- Финляндии – СКР-69 и «Филин» в 1964 году (переименованы в «Hameenmaa» и «Uusimaa»).

Помимо этого, в Китае по советской лицензии были построены ещё 5 СКР, переоборудованные китайцами во фрегаты УРО. Последние корабли этой серии были списаны в 1990-91 годах. 
Суда серии из состава ЧФ выполняли боевую задачу по оказанию помощи вооружённым силам Египта и Сирии во время войн с Израилем, в Красном море во время эфиопско-эритрейского конфликта, несли службы в Средиземном море и Индийском океане.
Выполняли боевую задачу по оказанию помощи вооруженным силам Египта: СКР «Ягуар» в 1967 и 1971 гг.; СКР «Пантера» в 1970 г.; СКР «Куница» в 1967 и 1973 гг.; СКР «Ворон» в 1967 и 1968 гг.; СКР-57 в 1968 г.; вооруженным силам Сирии: СКР «Куница» в 1968 г.; вооруженным силам Египта и Сирии: СКР-77 в 1973 г.